# Hogna otaviensis
Hogna otaviensis là một loài nhện trong họ Lycosidae.
Loài này thuộc chi Hogna. Hogna otaviensis được Carl Friedrich Roewer miêu tả năm 1960.